# アイトール・ブニュエル
アイトール・ブニュエル・レドラード（Aitor Buñuel Redrado、1998年2月10日 - ）は、スペイン・タファリャ出身のサッカー選手。CDテネリフェ所属。ポジションはディフェンダー。

## クラブ経歴
ナバラ州のタファリャに生まれ、2006年に地元のCAオサスナの下部組織に加入した。2015-16シーズン、オサスナのBチームに昇格し、2015年5月16日のレアル・バリャドリード戦でトップチームデビューを飾る。
2018年7月17日、セグンダ・ディビシオンBのラシン・サンタンデールと2年契約を結んだ。1年目はリーグ戦32試合に出場してクラブのセグンダ・ディビシオン昇格に貢献した。2019-20シーズン終了時、契約満了でラシン・サンタンデールを退団。
2020年9月15日、フリーでUDアルメリアに加入し、2年契約を交わした。
2022年8月23日、CDテネリフェに2年契約で移籍。